# Abweg
Um einen Abweg handelt es sich im unfallrechtlichen Sinn, wenn der versicherte Arbeitnehmer seinen üblichen Arbeitsweg verlässt, um private Angelegenheiten zu erledigen und danach auf den üblichen Arbeitsweg zurückkehrt.

## Allgemeines
Im Gegensatz zum Umweg ändert der Versicherte dabei die Wegrichtung zum unfallrechtlich versicherten Ziel (Arbeits- oder zum Wohnort). Private Angelegenheiten sind etwa Tanken, Einkäufe oder Arztbesuche. Diese Unterbrechung des Arbeitsweges gilt als Freizeitverkehr oder Urlaubsverkehr und gehört deshalb nicht zum Arbeitsweg. Während dieser Zeit gibt es keinen Versicherungsschutz.

## Rechtsfragen
Was im Einzelnen als Arbeitsweg gilt, ist in § 8 SGB VII abschließend aufgezählt. Der Arbeitsweg ist hiernach eine unfallversicherte Tätigkeit, so dass ein Wegeunfall auf dem Arbeitsweg als Arbeitsunfall versichert ist. Der Abweg ist hierin nicht erwähnt; er beginnt mit Verlassen des versicherten Wegs und endet mit der Rückkehr auf den versicherten Weg. Geschieht jedoch ein Unfall auf dem Abweg, ist dieser nicht versichert. Durch den in § 8 SGB VII verwendeten Begriff „unmittelbar“ wird klargestellt, dass grundsätzlich nur das Zurücklegen des direkten Weges nach und von der versicherten Tätigkeit unter dem Schutz der gesetzlichen Unfallversicherung steht. Bewegt sich der Versicherte nicht auf einem solchen direkten Weg, sondern beispielsweise durch Falschabbiegen in entgegengesetzter Richtung von diesem Ziel fort, befindet er sich auf einem Abweg. „Weg“ bezeichnet übrigens beim Arbeits- oder Abweg nicht die Wegstrecke, sondern das Zurücklegen des Weges durch Fortbewegung. Als Unterbrechung des Arbeitsweges in Form des Abweges gilt bereits, wenn der Versicherte nach Verlassen der Wohnung den Straßenbelag auf Glätte überprüft, ausrutscht und erst dann sein Fahrzeug zur Arbeit benutzt.